# 10305 Grignard
10305 Grignard este un asteroid din centura principală de asteroizi.

## Descriere
10305 Grignard este un asteroid din centura principală de asteroizi. A fost descoperit pe 29 decembrie 1989 la Observatoire de Haute-Provence de Eric Walter Elst. Asteroidul prezintă o orbită caracterizată de o semiaxă mare de 2,56 ua, o excentricitate de 0,13 și o înclinație de 5,7° în raport cu ecliptica.